# Ведмежа (притока Коли)
Ведме́жа (рос. Медвежья) — річка на Кольському півострові, протікає територією Кольського району Мурманської області, Росія. Відноситься до басейну річки Кола, є її лівою притокою.
Річка бере початок зі східного підніжжя гори Північна Тундра. Протікає спочатку на північний схід, протікаючи озером Кумаж'є спрямована на північ. Потім повертає знову на північний схід. В районі Заячих озер течія напрямлена на схід, в районі озера Острівне — на південний схід. Після протікання через озеро Нижнє Ведмеже річка повертає на північний схід і тече так до самого гирла. Впадає до Коли утворюючи в точці зливу великий округлий острів. Верхня та Нижня течії заболочені. Береги заліснені, багато порогів. Приймає багато дрібних приток, найбільшими з яких ліві Широка Ламбіна, Вошива та права Ведмежка.
Річка протікає через багато озер — Кумаж'є, Заячі, Острівне, Нижнє Ведмедже, Ведмеже та інші.
На річці не розташовано населених пунктів.